# PROBA-2
PROBA-2 (PRoject for On-Board Autonomy) est le deuxième satellite de l’Agence spatiale européenne à faible coût destiné à la mise au point de nouvelles technologies spatiales. Il est placé en orbite le 2 novembre 2009 par une fusée russe Rokot. La durée de sa mission primaire de 3 ans a été prolongée à deux reprises et devrait désormais s'achever fin 2016. Le satellite, d’une masse de 130 kg, a été placé sur une orbite héliosynchrone à une altitude de 700 km. Ce petit satellite de 120 kg entièrement conçu en Belgique sous la maîtrise d’œuvre de Verhaert Space (renommée depuis QinetiQ Space) embarque des équipements et instruments expérimentaux développés dans plusieurs pays européens.

## Caractéristiques techniques
PROBA-2 est un satellite de forme cubique (0,6 × 0,6 × 0,8 m. d'une masse de 130 kg et comportant deux panneaux solaires déployables. Le satellite est stabilisé 3 axes à l'aide de 4 roues de réaction de 30 mN m qui peuvent être désaturées par des magnéto-coupleurs. La position du satellite est déterminée à l'aide d'un viseur d'étoiles à haute précision (5 arcsecondes sur 10 secondes) à deux têtes, des GPS et un magnétomètre à trois axes. Une précision de pointage de 100 arcsecondes par rapport au Soleil est prévue. Les manœuvres de correction d'orbite sont réalisées avec un unique propulseur de type résistojet d'une poussée de 20 mN utilisant du Xénon. Les panneaux solaires fournissent 110 watts en fin de mission. Les télécommunications sont assurés en bande S.

## Composants testés
PROBA-2 teste plusieurs nouveaux dispositifs susceptibles d'être utilisés sur des engins spatiaux notamment :
- un nouveau type de batterie lithium-ion,
- un système de gestion de la puissance électrique et de traitement des données amélioré,
- une structure en aluminium et fibre de carbone allégée,
- un système de contrôle d'attitude combinant des roues à réaction, GPS et senseurs d’étoiles,
- un senseur d'étoiles qui doit être installé sur Bepi-Colombo validé dans l'espace dans le cadre de cette mission
- un nouveau magnétomètre,
- un propulseur à ions pour les corrections d'orbite,
- un réflecteur laser permettant de disposer d'une position plus précise du satellite.

## Charge utile scientifique
PROBA-2 emporte par ailleurs une charge scientifique qui comprend :
- Deux instruments destinés à observer le Soleil :
  - un télescope spatial fonctionnant dans l’ultraviolet lointain et utilisant un nouveau type de capteur (SWAP)
  - un radiomètre Lyman-Alpha (LYRA (en)), composé de photodiodes en diamant, et qui doit permettre d’étudier le rayonnement solaire.
- Deux autres instruments doivent permettre d’étudier l’incidence du plasma créé par le vent solaire sur la magnétosphère terrestre.

## Déroulement de la mission
Le satellite est lancé le 2 novembre 2009 (1 h 50 UTC) du Cosmodrome de Plesetsk par une fusée russe Rokot, avec le satellite européen SMOS,,,. Le satellite, d’une masse de 130 kg, est placé sur une orbite héliosynchrone à une altitude de 700 km.  La mission primaire a une durée de 1 an. En novembre 2011 elle est prolongée de 3 ans. Depuis juillet 2013 les opérations sont prises en charge par le programme Space Situational Awareness de l'ESA qui porte sur la météorologie spatiale la détection des NEO et la surveillance et le suivi des satellites et débris en orbite terrestre. Le 19 novembre 2014 la mission est de nouveau prolongée avec 5 autres missions scientifiques de 2 ans jusqu'au 31 décembre 2016.